# Tamba-Sasayama
Tamba-Sasayama (丹波篠山市 Tamba-sasayama-shi?) este un municipiu din Japonia, prefectura Hyōgo.

În urma referendumului, la 1 mai 2019 municipiul a fost redenumit din Sasayama în Tamba-Sasayama.